# Franklin Chang Díaz
Franklin Ramón Chang Díaz (San Jose, Costa Rica, 1950. április 5.–) Costa Rica-i/amerikai fizikus, űrhajós. Másodikként lett rekorder, az első Jerry Lynn Ross űrhajós szolgált hét alkalommal a világűrben.

## Életpálya
1973-ban az University of Connecticut keretében gépészmérnöki vizsgát tett. Az egyetem keretében nagy energiájú atomi részecskéket ütköztetett. Kutatói tevékenységével egyre nagyobb szakmai elismerést kapott. 1977-ben a  Massachusetts Institute of Technology (MIT) keretében plazmafizikából doktorált (Ph.D.). 1979-ben kidolgozott egy új vizsgálati módszert, a fúziós kamrába lefotózta a műveleteket. 1983-1993 között a MIT keretében, meghívott tudományos munkatársként vezette a plazma kutatási programot. 1993-tól a Lyndon B. Johnson Űrközpontban, az Advanced Space Propulsion Laboratory igazgatója, a plazma rakéták fejlesztésének tudósa. Amatőr repülőként több mint 1800 órát repült (repülő/űrrepülőgép).
1980. május 19-től a Lyndon B. Johnson Űrközpontban részesült űrhajóskiképzésben. Hét űrszolgálata alatt összesen 66 napot, 48 órát és 16 percet (1632 óra) töltött a világűrben. Kiképzett űrhajósként segítséget nyújtott a korai Űrállomás tervezési tanulmányaiban. Tagja volt az STS–1 és  STS–2 támogató (tanácsadó, problémamegoldó) csapatának. Űrhajós pályafutását 2005. július 8-án fejezte be. Három űrséta (kutatás, szerelés) alatt  0,82 napot töltött a világűrben. Az Ad Astra Rocket Company elnök-vezérigazgatója.

## Űrrepülések
- STS–61–C, a Columbia űrrepülőgép 7. repülésének küldetés specialistája. Egy műholdat állítottak pályairányba. Egy űrszolgálata alatt összesen 6 napot, 2 órát, 3 percet és 51 másodpercet töltött a világűrben. 4 069 481 kilométert (2 528 658 mérföldet) repült, 98 alkalommal kerülte meg a Földet.
- STS–34, az Atlantis űrrepülőgép 5. repülésének küldetés specialistája. Sikeresen útnak indították a Galileo űrszondát. Egy űrszolgálata alatt összesen 4 napot, 23 órát, 39 percet és 21 másodpercet (120 óra) töltött a világűrben. 3 200 000 kilométert (1 800 000 mérföldet) repült, 79  alkalommal kerülte meg a Földet.
- STS–46, az Atlantis űrrepülőgép 12. repülésének küldetés specialistája. Egy műholdat pályairányba, egy laboratóriumot vizsgálati helyzetbe hoztak (visszanyerték). Egy űrszolgálata alatt összesen 7 napot, 23 órát, 15 percet és 2 másodpercet (191 óra) töltött a világűrben. 5 344 643 kilométert (3 321 007 mérföldet) repült, 127  alkalommal kerülte meg a Földet.
- STS–60, a Discovery űrrepülőgép 18. repülésének küldetés specialistája. Az első közös amerikai/orosz küldetés orosz képviselője Szergej Konsztantyinovics Krikaljov. A Spacelab mikrogravitációs laboratóriumban orvosi és anyagtudományi kísérleteket végeztek. Egy űrszolgálata alatt összesen 8 napot, 7 órát és 9 percet (199 óra) töltött a világűrben. 5 535 667 kilométert (3 439 704 mérföldet) repült, 130  alkalommal kerülte meg a Földet.
- STS–75, a Columbia űrrepülőgép 19. repülésének küldetés specialistája. A Spacehab mikrogravitációs laboratóriumban folytatták a kereskedelmi jellegű szolgáltatások végzését. A TSS laboratóriumot kihelyezték a világűrbe, visszatérés előtt elfogták és a raktérbe helyezték. Egy űrszolgálata alatt összesen 15 napot, 17 órát és 41 percet (378 óra) töltött a világűrben. 10 460 000 kilométert (6 500 000 mérföldet) repült, 252  alkalommal kerülte meg a Földet.
- STS–91, a Discovery űrrepülőgép 24. repülésének küldetés specialistája. Egy űrszolgálata alatt összesen 9 napot, 19 órát és 41 percet (236 óra) töltött a világűrben. 6 000 000 kilométert repült.
- STS–111, a Endeavour űrrepülőgép 18. repülésének küldetés specialistája. Egy űrszolgálata alatt összesen 13 napot, 20 órát és 35 percet (332 óra) töltött a világűrben. A Nemzetközi Űrállomás építésekor három űrsétát végzett. 9 300 000 kilométert (5 800 000 mérföldet) repült.